# Stille Hilfe
Stille Hilfe (Die Stille Hilfe für Kriegsgefangene und Internierte, dal tedesco "assistenza silenziosa per prigionieri di guerra e internati") è stata una organizzazione di soccorso per i membri delle SS arrestati, condannati e fuggiti, istituita nel 1951. L'organizzazione è stata oggetto di critiche per il suo incoraggiamento e il sostegno ai neo-nazisti.

## Storia
L'organizzazione, che ha operato di nascosto dal 1946, divenne più tardi attiva pubblicamente come "Stille Hilfe". Essa ha aiutato la fuga di fuggiaschi nazisti, in particolare verso il Sud America. Così poterono fuggire in Argentina personaggi come Adolf Eichmann, Johann von Leers, Walter Rauff e Josef Mengele. Stille Hilfe nacque nel 1951 da ex ufficiali delle SS e alcune autorità della chiesa cattolica e della chiesa protestante, in particolare il vescovo ausiliare di Monaco Johannes Neuhäusler.
Dopo che i principali esponenti dell'associazione avevano già da tempo costituito una rete attiva, si è deciso per un'associazione senza scopo di lucro che in origine doveva essere formata per facilitare una campagna di donazioni. Il 7 ottobre 1951 si è tenuta l'assemblea dei fondatori presso a Monaco di Baviera e il 15 novembre 1951 l'organizzazione è stata iscritta nel registro delle associazioni nella città dell'Alta Baviera Wolfratshausen. Il primo presidente, la principessa Helene Elisabeth von Isenburg, è stata scelta a causa dei suoi buoni contatti nell'aristocrazia, nei circoli conservatori alto-borghesi, così come nella Chiesa cattolica.
I membri fondatori del comitato includevano rappresentanti della chiesa Theophil Wurm e Johannes Neuhäusler, oltre a persone di alto rango ed ex funzionari dello stato nazista, come l'ex SS-Standartenführer e capo del dipartimento della Reichssicherheitshauptamt (RSHA), Wilhelm Spengler, e SS-Obersturmbannführer Heinrich Malz, che era il consigliere personale di Ernst Kaltenbrunner.

### Obiettivi e attività a metà degli anni 1950
Helene Elisabeth, principessa von Isenburg, ha spiegato i suoi obiettivi in questo modo. "Fin dall'inizio dei suoi sforzi, la Stille Hilfe ha cercato di prendersi cura, soprattutto, delle gravi esigenze dei prigionieri di guerra e di quelli internati completamente senza alcun diritto. Più tardi il loro servizio sociale è stato attivo anche per coloro che erano accusati e arrestati a seguito delle prove di guerra, sia nelle carceri dei vincitori o in istituti di pena tedeschi".
Dall'inizio del processo di Norimberga, il gruppo ha cercato di influenzare l'opinione pubblica per evitare la pena di morte. Nelle campagne stampa, lettere personali e aperte e petizioni, i criminali di guerra erano di solito rappresentati come innocenti vittime di ordini ricevuti dall'alto, irreprensibili e spesso anche con una fede cieca nel Führer, che avrebbe dovuto subire l'ingiustizia amara della giustizia del vincitore.
Poiché la principessa von Isenburg è stata particolarmente dedita ai criminali di guerra condannati a morte nella prigione di Landsberg, era affettuosamente conosciuta come "Madre dei Landsberger" per far sì che "Stille Hilfe" potesse essere vista soprattutto come un'associazione caritatevole.
L'assistenza legale per i criminali di guerra arrestati è stata organizzata dal avvocato Rudolf Aschenauer (1913-1983), che ha anche formulato richieste di grazia e ha sottoposto delle revisioni. L'organizzazione ha pagato anche le vacanze, i licenziamenti e benefici per il Natale ai prigionieri e ha anche sostenuto le loro famiglie. Non erano solo limitati alle attività umanitarie, ma anche perseguito un obiettivo passato-ideologica e revisionista.
La principessa Isenburg, una rigorosa cattolica, ha instancabilmente supplicato la causa dei criminali in ambienti conservatori e con rappresentanti della Chiesa di alto livello (anche fino al Papa). Johannes Neuhäusler (1888-1973), in particolare, che non solo aveva subito la detenzione e reclusione dalla Gestapo, ma anche era stato tenuto dai nazisti nel campo di concentramento di Dachau come prigioniero speciale, è stato più efficace nella opinione pubblica, anche tra funzionari alleati occidentali. I motivi dei vescovi giacevano probabilmente non tanto in una identificazione ideologica consapevole con i criminali di guerra, ma piuttosto nello sforzo per una riconciliazione con il passato tedesco e l'inizio della nuova società del dopoguerra nella Germania Ovest.
Neuhäusler ha spiegato che voleva ripagare "il male con bene". Gli ulteriori collegamenti della principessa von Isenburg e Aschenauer portarono in particolare alla ex-SS organizzazioni quali il Gauleiterkreis nella persona di Werner Naumann, che era già in parte formato dagli alleati prigionieri di guerra nei campi. La principessa von Isenburg ha avviato tutta una serie di organizzazioni come "Il gruppo di lavoro per il salvataggio dei prigionieri Landsberger", che erano essenzialmente finanziati dalle chiese.

### Attività fino ad oggi
Le chiese ritirarono il loro sostegno con la fine dei principali processi di Norimberga e il rilascio dei criminali di guerra nazisti dal carcere Landsberg nel 1958.
Nei decenni successivi, Stille Hilfe ha lavorato in segreto con le organizzazioni revisioniste e protagonisti di spicco della Auschwitzlüge ("menzogna di Auschwitz") come Thies Christophersen e Manfred Roeder e ha cooperato con organizzazioni straniere competenti e personalità (ad esempio Florentine Rost van Tonningen e Léon Degrelle). Con un numero non trascurabile di eredità e da donazioni regolari, l'organizzazione controlla fondi considerevoli. Dal momento che Stille Hilfe non pubblica i propri conti a fine anno, si può stimare solo l'afflusso di capitali; tuttavia, donazioni annuali pari a circa 60000 € - 80000 € arrivarono nei loro conti, almeno fino alla fine degli anni 1990.
Stille Hilfe ha sostenuto i condannati nei processi di Düsseldorf e di Majdanek, l'ex guardia del campo di concentramento Hildegard Lachert ("Brygida la sanguinaria") e successivamente Klaus Barbie (il boia di Lione), Erich Priebke e Josef Schwammberger, che tra il 1942 e il 1944 fu comandante dei campi di lavoro tedeschi nella Polonia occupata, coinvolti anche nelle stragi di Przemyśl e Rozwadów. Non è del tutto chiaro se furono anche coinvolti nel rilascio di Herbert Kappler da una prigione a Roma nel 1977. I presidenti dopo principessa Isenburg (in carica fino al 1959) furono gli ex capi della Lega delle ragazze tedesche, (Bund Deutscher Mädel, BDM) Gertrude Herr e Adelheid Klug, sino al 1992. Dal 1992 essi furono guidati da Horst Janzen. L'organizzazione conta oggi circa 40 membri con i numeri in calo. Allo stesso tempo, però i contatti sono stati rinforzati con Hilfsorganisation für politische nationale Gefangene und deren Angehörige (HNG, "organizzazione di soccorso per i prigionieri politici nazionali"), per garantirne la continuità.
La sede di Stille Hilfe era fino al 1976 a Brema Osterholz, poi, a partire dal 1989 a Rotenburg (Wümme) e dal 1992 a Wuppertal. Tra il 1993 e il 1994 ha causato un dibattito politico al Bundestag sul suo status di non-profit come associazione estremista di destra revisioniste ed è stata sottoposta ad un esame da parte delle autorità fiscali. Sino al 1998 associazione "di pubblica utilità", nel novembre 1999 il Bundesfinanzhof (corte tributaria federale) ha deciso di rifiutare all'associazione Stille Hilfe tale status.

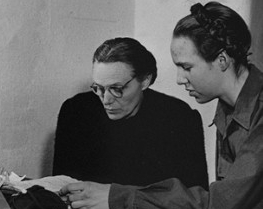
Gudrun Burwitz (destra) con sua madre al processo di Norimberga (1945)

Per anni hanno avuto un simbolo di primo piano: Gudrun Burwitz, la figlia di Heinrich Himmler, dato che si era sposata con lo scrittore di estrema destra Wulf-Dieter Burwitz negli anni Sessanta. Suo padre la chiamava "Puppi", cioè bambola, ma lei è un idolo di Stille Hilfe e dei loro affiliati. Durante le riunioni, come a Ulrichsbergtreffen in Austria è apparsa al tempo stesso come una stella e un'autorità. Burwitz ha fatto una campagna intensa a favore dei nazisti accusati. Questo particolare si presentò nel caso di Anton Malloth, che aveva vissuto indisturbato per circa 40 anni a Merano. Egli è stato dichiarato colpevole per i suoi atti come supervisore nella prigione della Gestapo Kleine Festung Theresienstadt, che faceva parte del più grande campo di concentramento di Theresienstadt. Nel 2001 Malloth è stato condannato dal tribunale distrettuale di Monaco per omicidio e tentato omicidio e condannato all'ergastolo, dopo l'ufficio del procuratore di Monaco di Baviera aveva rilevato la procedura dell'ufficio del pubblico ministero a Dortmund, che per molti anni aveva dirottato la procedura. Dal 1988 al 2000 Malloth ha vissuto presso Pullach, vicino a Monaco. Gudrun Burwitz fu incaricato da Stille Hilfe di affittare per lui una camera confortevole in una casa di riposo, che era costruita su un terreno già di proprietà di Rudolf Hess. In comune con la natura segreta dell'organizzazione, Burwitz non darà interviste alla stampa.
Alla fine degli anni 1990 divenne pubblica che l'amministrazione dell'assistenza sociale (e quindi i contribuenti tedeschi) avevano in gran parte sostenuto i notevoli costi di gestione della casa dove Malloth alloggiava. Questo, insieme con la partecipazione di Gudrun Burwitz, provocò una notevole critica del pubblico.
Anche se saldamente radicata nella frangia neonazista, ha sviluppato alcune relazioni amichevoli con conservatori politici della Germania occidentale, come il leader parlamentare della CDU Alfred Dregger, che ha elogiato gli sforzi di Stille Hilfe nel 1989.
Nel 1991, un rappresentante Stille Hilfe ha partecipato alla cerimonia funebre a Kassel di Michael Kühnen, il leader neonazista di primo piano che morì di complicazioni legate all'HIV. Stille Hilfe ha deposto una corona che portava il motto delle SS "Michael Kühnen - il suo onore è la fedeltà".
L'organizzazione è stata oggetto di critiche per il suo incoraggiamento e il sostegno di neo-nazisti. Questo ha incluso l'assistenza legale per coloro che devono affrontare il processo. Supporta anche una casa per anziani protestanti a Pullach, vicino a Monaco.

## Elenco parziale delle persone aiutate
- Klaus Barbie: il "boia di Lione".[7]
- Klaas Carel Faber: nel 1944 ha ucciso 22 ebrei a Leeuwarden in Olanda. Egli a 88 anni ha ricevuto un mandato d'arresto europeo dall'Olanda per l'estradizione dalla Germania. Nonostante fosse già condannato a morte, la pena è stata poi convertita nella prigione a vita. Evaso nel 1952 dalla prigione di Breda, si è rifugiato in Germania dove ha ottenuto la cittadinanza tedesca.[7]
- Herbert Kappler da una prigione a Roma nel 1977.[1]
- Samuel Kunz: accusato di aver partecipato al massacro di 433.000 ebrei. Nel 2010, all'età di 89 anni è riuscito a evitare la prigione grazie alla sua morte prematura.[7]
- Erich Priebke: responsabile dell'eccidio delle Fosse Ardeatine, costato la vita a 335 italiani.[7]
- Hildegard Lachert ("Brygida la sanguinaria"): ex guardia del campo di concentramento.[1]
- Josef Schwammberger, comandante dei campi di lavoro nella Polonia occupata, coinvolti anche nelle stragi di Przemyśl e Rozwadów.[1]

## Simpatizzanti
Elenco dei simpatizzanti della Stille Hilfe:
- Alfred Dregger e Franz-Josef Strauss: capi della Csu bavarese
- Ottone d'Asburgo-Lorena: ex deputato europeo
- principe Casimiro zu Sayn-Wittgenstein: tesoriere della Cdu dell’Assia
- Klaus Göbel: procuratore della repubblica
- Juergen Rieger: procuratore della repubblica
- Klaus Schacht: procuratore della repubblica